# The Monkey Wrench Gang

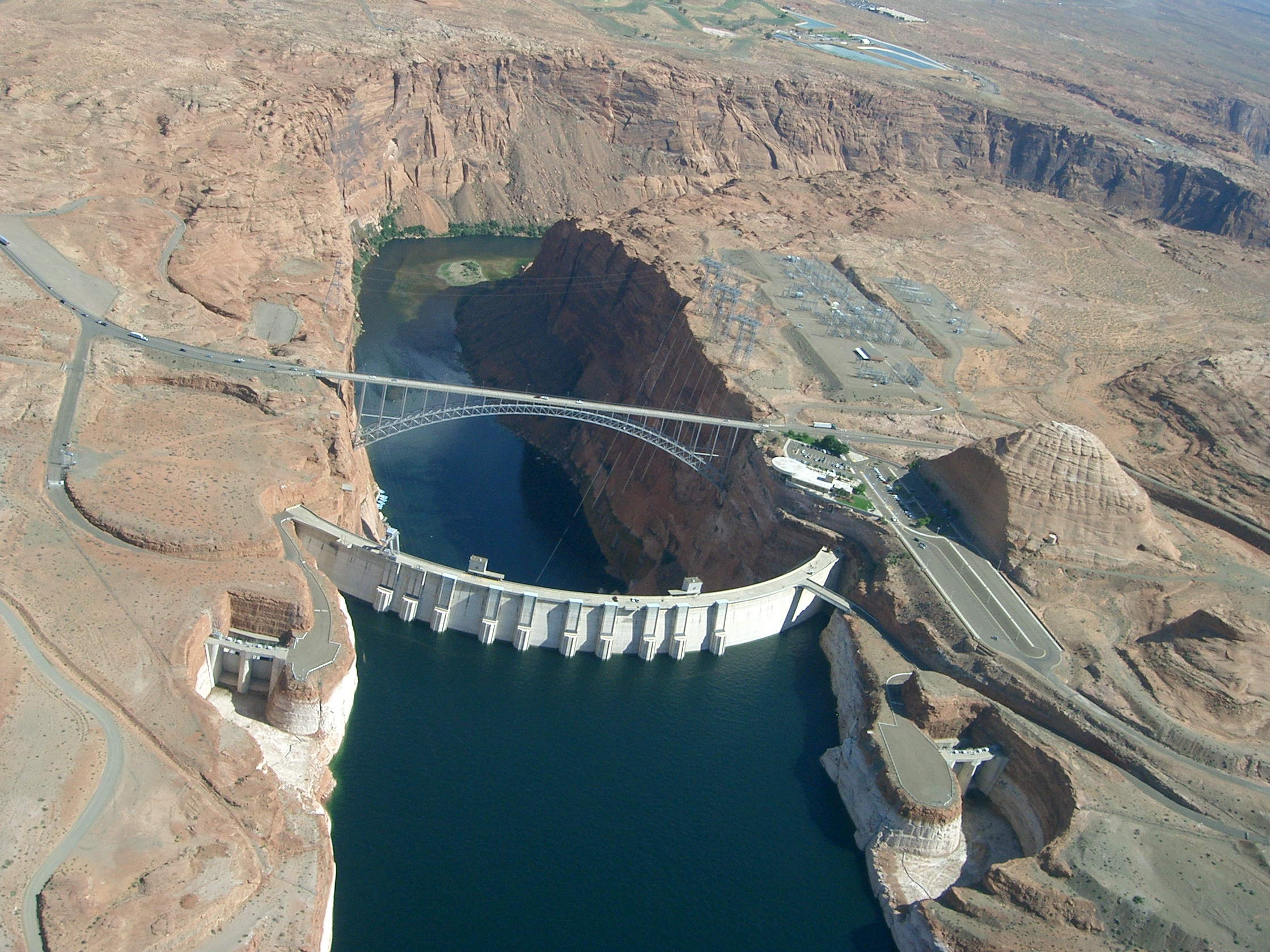
Glen Canyondam

The Monkey Wrench Gang is een roman over ecotage in het zuidwesten van de VS, geschreven door de Amerikaanse schrijver Edward Abbey en uitgegeven in 1975. 
Het boek gaat over vier op één of andere manier niet in de maatschappij passende Amerikanen die zich bewust zijn van het belang van het milieu en de bedreigingen die de technologische en economische vooruitgang vormen voor het zuidwesten van de VS. Ze gebruiken sabotagetechnieken om hun doelen te bereiken: ze organiseren aanslagen op bulldozers en treinen en dromen ervan om ooit de Glen Canyondam op te blazen. De dienaren van de wet zitten hen echter al snel op de voet.
The Monkey Wrench Gang was een van de inspiratiebronnen voor de oprichters van de radicale milieugroep Earth First! en zorgde ervoor dat monkeywrench een term werd voor ecotage of sabotage ter bescherming van het milieu.
In 1990 verscheen er postuum een vervolg op de roman, Hayduke Lives.